# IF YOU WANT
「IF YOU WANT」（イフ・ユー・ウォント）は、2012年3月14日に発売された氷室京介の27枚目のシングル。発売元はワーナーミュージック・ジャパン。

## 概要
- 前作「BANG THE BEAT／Safe And Sound」から約1年8ヶ月ぶりとなった本作は自身の作詞及びワーナーミュージック・ジャパン移籍第一弾シングルで、2011年12月14日に配信限定としてリリースされたものをCD化された[2][3]。日本テレビ系「NEWS ZERO」エンディング・テーマ。
- 本作は自身の著作権料を著作権管理団体JASRACが行っている東日本大震災復興支援基金「こころ音」基金に拠出される[1][3]。カップリングは押尾コータローがレコーディングに参加した表題曲のアコースティックバージョン[1]。単独で歌詞を手がけたのは、1997年12月リリースのアルバム『I・DÉ・A』収録曲「NO MORE FICTION」以来約14年ぶりとなった[4]。
- 本作の歌詞は東日本大震災が起きる前に完成していたが、同震災関連のニュースを見たことがきっかけで、被災者に向けて、また、今の日本に捧げる歌として歌詞を書き換えたという[5]。

## 収録曲
1. IF YOU WANT [5:26]
  - 作詞・作曲：氷室京介 / 編曲：滝山幸英
2. IF YOU WANT featuring Kotaro Oshio [5:56]
  - 作詞・作曲：氷室京介 / 編曲：押尾コータロー
3. ON MY BEAT from GIG at TOKYO DOME [2:35]
  - 作詞：氷室京介 / 作曲：布袋寅泰

## 収録アルバム
IF YOU WANT
- KYOSUKE HIMURO 25th Anniversary BEST ALBUM GREATEST ANTHOLOGY
- L'EPILOGUE

## ライブ映像作品
IF YOU WANT
- SPECIAL GIGS THE BORDERLESS FROM BOØWY TO HIMURO
- COUNTDOWN LIVE CROSSOVER 12-13
- KYOSUKE HIMURO 25th Anniversary TOUR GREATEST ANTHOLOGY -NAKED-FINAL DESTINATION DAY-01
- KYOSUKE HIMURO 25th Anniversary TOUR GREATEST ANTHOLOGY -NAKED-FINAL DESTINATION DAY-02
- KYOSUKE HIMURO LAST GIGS
- KYOSUKE HIMURO THE COMPLETE FILM OF LAST GIGS

ON MY BEAT from GIG at TOKYO DOME
- 東日本大震災復興支援チャリティライブ KYOSUKE HIMURO GIG at TOKYO DOME "We Are Down But Never Give Up!!"